# Cyclohepteen
Cyclohepteen is een cycloalkeen met 7 koolstofatomen in de ring. De stof wordt in de organische chemie als uitgangsstof gebruikt en als monomeer in de bereiding van polymeren.

## Cis-trans-isomerie
Bij cyclohepteen is cis-trans-isomerie mogelijk. Meestal wordt met cyclohepteen geduid op het cis-isomeer Z-cyclohepteen, hoewel ook de trans-vorm (E-cyclohepteen) kan voorkomen. In Z-cyclohepteen is de ring relatief weinig gespannen, terwijl in het E-isomeer een zeer grote ringspanning aanwezig is. De p-orbitalen die instaan voor de dubbele binding vormen een hoek van 30,1° met elkaar, terwijl dat in normale alkenen 0° is. In principe zou - aangezien de rotatiebarrière in etheen 270 kJ/mol en de ringspanning 125 kJ/mol bedraagt - E-cyclohepteen een stabiele molecule moeten zijn, net zoals het homoloog E-cyclo-octeen. Dit is echter niet het geval.
|                                  |                                  |
| Molecuulmodel van Z-cyclohepteen | Molecuulmodel van E-cyclohepteen |

Het E-isomeer kan bereid worden uit een isomerisatie van Z-cyclohepteen onder invloed van UV-licht, bij −35 °C en in aanwezigheid van methylbenzoaat. Tenzij de temperatuur laag wordt gehouden, treedt zeer snel opnieuw isomerisatie op tot het Z-isomeer. De isomerisatie zou volgens een diradicalair reactiemechanisme verlopen, waarbij een intermediair dimeer van cyclohepteen ontstaat.